# 頭北厝
頭北厝，為臺灣著名的黑幫團體，典型的本省角頭，發跡於現今台北市萬華區龍山國小校旁至梧州街一帶，實際成員人數不明，包含準成員可能達上百人。頭北厝角頭並無組織型態，混跡於該地或延伸的成員多以頭北厝自稱而得名，是萬華區眾多的角頭勢力之一。
頭北厝角頭早年在台北市萬華區有一定強勢的角頭地位，歷經多年社會變遷雖漸趨低調，然而在近代延伸的成員發展下，有死恢復燃的態勢，並再度影響當地治安甚鉅，警方也多次針對頭北厝角頭展開掃黑行動。2012年頭北厝被媒體列為艋舺三大黑幫之一，與華西街幫及萬國幫齊名。

## 原意

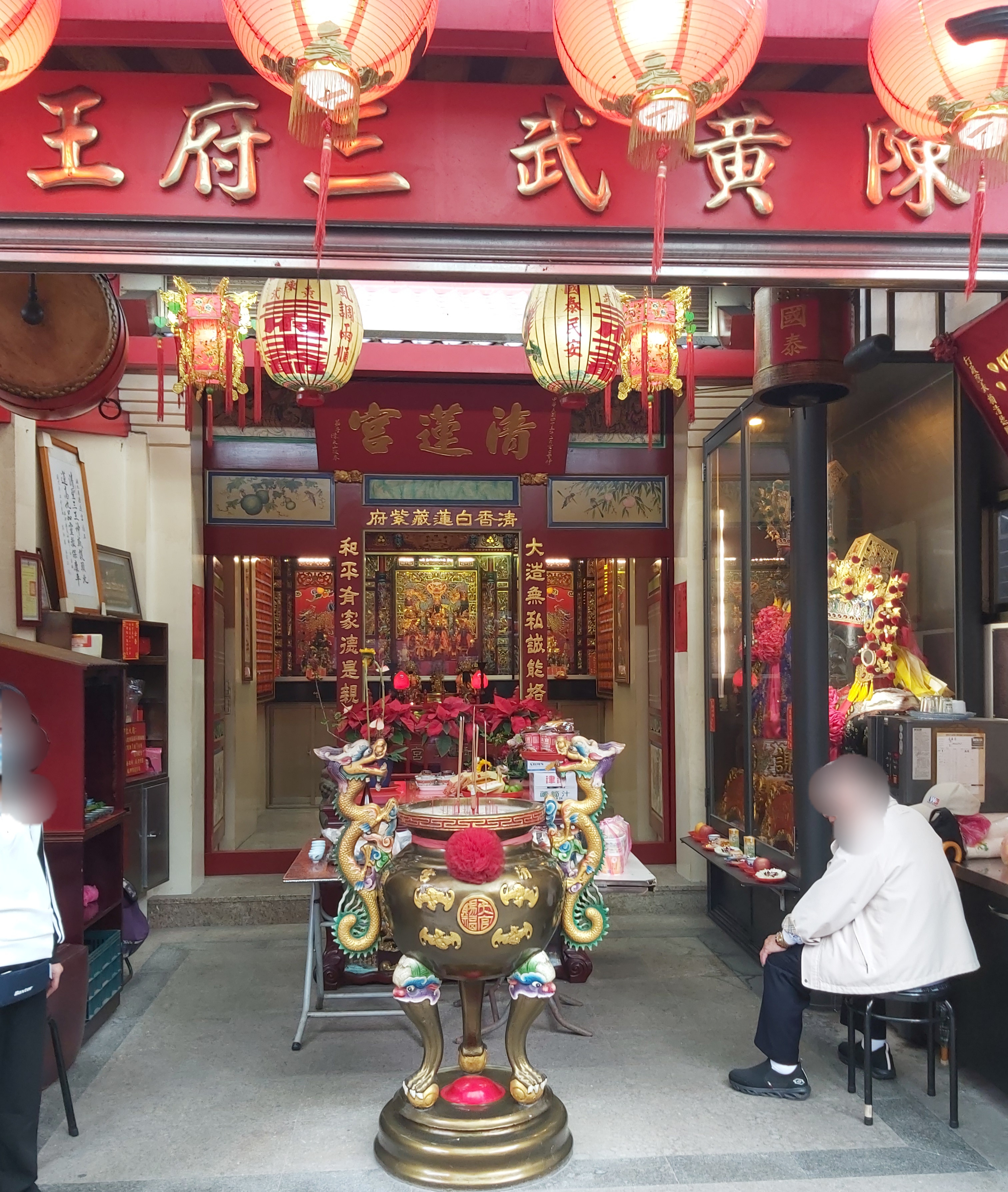
艋舺清蓮宮

《頭北厝》一詞原為現今台北市萬華區龍山國小旁至梧州街一帶，來自清代先民福建省泉州府惠安縣「頭北人」（今泉港）於當地築成的聚落，遂稱為「頭北厝」。然而和平西路三段的「清蓮宮」（俗稱王爺宮）側邊的一條巷子是福建省泉州府惠安縣人居住之處，這些惠安人亦被稱為頭北人，多以拉黃包車為業，當地也稱為「頭北厝街」。
1960年代由張明金於頭北厝一帶領導當地人建立起角頭勢力後，其成員往後便自稱混跡頭北厝。並且隨著時代演變，當地已無當時頭北人聚落的蹤影，因此現今頭北厝一詞大多已成為該角頭團體的統稱。

## 略歷

### 創立背景
台灣戰後時期萬華地區角頭跟著蓬勃發展，頭北厝所在地區與「芳明館」、「龍山寺口」、「料館口」等角頭鄰近，時常與當地角頭有所往來。約莫1960年代前後，因當地角頭「龍山寺口」入侵「頭北厝」一帶，當時任職在台電變電所的張明金振臂而起，帶領當地兄弟反抗，加上時常受友人請託處理事務，最後辭去正職一手創立頭北厝勢力，因此江湖上稱張明金為「頭北土」。頭北厝角頭便將萬華區廣州街、梧州街、和平西路、西園路一帶劃為地盤。
頭北厝角頭劃分管轄的地盤廣州街、梧州街等地，於當代進駐各式攤販形成市集聚集人潮，加上該區域茶室、酒家及特種行業林立，頭北厝成員便透過這些商店強索保護費，並以暴力手段進行圍事、賭博為主要活動。頭北厝發展至1980年代時，在萬華區當地已經是不容小覷的幫派團體，與地盤鄰近的「芳明館」、「華西街」、「龍山寺口」齊名，被視為艋舺四大角頭分庭抗禮。
1997年台北市廢除公娼制度，強力掃蕩台北市內公私娼，使得以賭博及色情行業賴以為生的頭北厝角頭到影響勢力逐漸式微。梧州街、三水街當地茶室、酒家以另一種形式轉為俗稱「阿公店」的地下酒家延續生存，頭北厝角頭也藉由暴力手段剝削該地區上百家阿公店賺取不法暴利存續至今。

### 近年發展
2004年9月5日，頭北厝中生代成員「瓜子」黃永城因法拍屋買賣抽佣問題，持改造手槍向老大「頭北土」張明金連開3槍，引起軒然大波並遭到警方逮捕入獄。同年11月，頭北厝80年代知名成員「草猴」張聰明因吸毒過量導致暴斃，警方指出張聰明曾經是頭北厝風光一時的角頭，晚年卻因沉淪毒品而最終流落街頭吸毒過量暴斃，令人不勝唏噓。
2010年4月，頭北厝角頭「豆漿」王春成與芳明館、華西街等角頭一同以「艋舺」的名義，出席縱貫線教父「憨面」李照雄的出殯儀式，高調行為引起警方高度關注。同年3月，頭北厝創幫老大「頭北土」張明金因腦幹出血病逝，頭北厝於5月2日為其舉辦盛大告別式，其中不乏有政府官員的輓聯致意，張明金也被譽為是「艋舺最後的教父」。
張明金逝世後，頭北厝角頭勢力由其手下「豆漿」王春成接班。王春成為接班積極擴張地盤行事趨於高調，向當地數百家商店恐嚇勒索保護費，並發生數起暴力鬥毆砸店等犯罪事件，長期暴力壓榨當地商家引起社會不安。刑事警察局、台北市刑警大隊、台北市萬華警分局、調查局台北市調處及台北市憲兵隊等單位，聯合兵分34路大舉搜索頭北厝據點，逮捕頭北厝十多名核心幹部。同年9月，王春成等人交保後隨即潛逃至中國大陸等地，並持續以電話跨海操控手下「瓜子」黃永城、「阿猴」趙榮華以及其同居人組成「大嫂團」維持幫派運作，持續暴力壓榨當地商家進行犯罪活動。
2013年6月，頭北厝因地盤與賭場利益糾紛，「瓜子」黃永城唆使50名手下至三水街砸店，並將另名角頭砍成重傷，實際上為西園路幫派所為。11月20日警方見時機成熟，並兵分多路逮捕掃蕩黃永城其手下及勢力。
2017年4月，台北市警方經過數月埋伏蒐證，再度破獲以「阿猴」趙榮華為首在艋舺公園一帶圈地為王開設「四九」露天賭場、並涉及多起暴力恐嚇的頭北厝角頭。並於同年5月，警方懷疑有賭場窩藏在萬華區內，由台北市警局督察室指揮到場查緝，意外抓到棄保潛逃大陸六年的頭北厝的角頭老大「豆漿」王春成，入獄後於2019年12月再因案遭到逮捕。

## 知名成員
- 「頭北土」張明金 -創立頭北厝角頭的老大，以賭場及茶室起家，被譽為「艋舺最後的教父」。2010年3月16日因腦幹出血病逝，享壽71歲。
- 「仁愛」劉明輝 -頭北厝80年代知名大哥，張明金淡出後曾將幫務交付打理而被視為二代老大，曾涉及槍擊刑案[33][34]。
- 「豆漿」王春成 -張明金病逝後由王春成接班為新任老大，多次因暴力犯罪及潛逃遭到逮捕入獄，號稱為「艋舺土皇帝」。
- 「瓜子」黃永城 -曾因糾紛槍擊老大張明金而聲名大噪[11]。張明金病逝後由王春成吸收成為左右手，並代為運作頭北厝事務。

## 參閲
- 艋舺角頭
- 臺灣黑幫

## 外部連結
- 組織犯罪防制條例 （页面存档备份，存于）（繁體中文）